# Boris Borissowitsch Golizyn

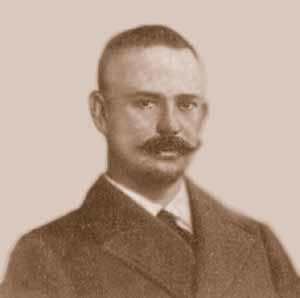
Boris Borisovich Golicyn

Boris Borissowitsch Golizyn, Prinz Galitzin, (russisch Борис Борисович Голицын, englische Transkription Boris Borisovich Galitzine; * 18. Februarjul. / 2. März 1862greg. in Sankt Petersburg; † 4. Maijul. / 17. Mai 1916greg. bei Petrograd) war ein russischer Geophysiker und Meteorologe.

## Leben
Golizyn stammte aus der alten russischen Fürstenfamilie Galitzin. Er besuchte die Schule des Moskauer Kadettenkorps, die Lomonossow-Universität (1891 bis 1893) und die Universität Straßburg (1887). Er war Professor an der Kaiserlichen Universität Dorpat und später bis zu seinem Tod (nach kurzer Krankheit nahe Sankt Petersburg) Leiter des Meteorologischen Dienstes des Russischen Reiches (mit Sitz im Zentralen Nikolas Observatorium in Sankt Petersburg und im Sommer im Konstantin Observatorium im nahen Pawlowsk). Er setzte 1914 gegen ein Gesetz von 1912 die Anstellung einer Frau durch, der Geophysikerin Warwara Tichomirowa. Daneben hielt er Vorlesungen über Physik an Hochschulen in Sankt Petersburg wie der Medizinischen Hochschule und auch in den Höheren Bestuschew-Kursen für Frauen, wo die spätere Seismologin Sinaida Weis-Ksenofontowa zu seinen Studentinnen gehörte.
Golizyn ist für die Erfindung des elektrodynamischen Seismographen (1904) bekannt.
1911 wurde er Präsident der Internationalen Seismologischen Gesellschaft, der heutigen International Association of Seismology and Physics of the Earth’s Interior. 1912 hielt er über seinen Seismographen einen Plenarvortrag auf dem ICM in Cambridge.
Er war auswärtiges Mitglied der Royal Society und Mitglied der Russischen Akademie der Wissenschaften. 1913 wurde er zum korrespondierenden Mitglied der Göttinger Akademie der Wissenschaften gewählt. Ein Mondkrater und ein russisches Schiff wurden nach ihm benannt (Akademik Golizyn).

## Schriften
- Vorlesungen über Seismometrie, 1912 (russisch und deutsch)